# Blérancourt
Blérancourt és un municipi francès situat al departament de l'Aisne i a la regió dels Alts de França. L'any 2007 tenia 1.260 habitants.

## Demografia

### Població
El 2007 la població de fet de Blérancourt era de 1.260 persones. Hi havia 516 famílies de les quals 132 eren unipersonals (48 homes vivint sols i 84 dones vivint soles), 152 parelles sense fills, 176 parelles amb fills i 56 famílies monoparentals amb fills.
La població ha evolucionat segons el següent gràfic:
Habitants censats

### Habitatges
El 2007 hi havia 585 habitatges, 516 eren l'habitatge principal de la família, 31 eren segones residències i 38 estaven desocupats. 531 eren cases i 53 eren apartaments. Dels 516 habitatges principals, 354 estaven ocupats pels seus propietaris, 146 estaven llogats i ocupats pels llogaters i 16 estaven cedits a títol gratuït; 1 tenia una cambra, 14 en tenien dues, 110 en tenien tres, 167 en tenien quatre i 224 en tenien cinc o més. 371 habitatges disposaven pel capbaix d'una plaça de pàrquing. A 248 habitatges hi havia un automòbil i a 197 n'hi havia dos o més.

### Piràmide de població
La piràmide de població per edats i sexe el 2009 era:
| Homes | Edats   | Dones |
| ----- | ------- | ----- |
| 0     | 95 o +  | 4     |
| 0     | 90 a 94 | 4     |
| 8     | 85 a 89 | 12    |
| 8     | 80 a 84 | 16    |
| 16    | 75 a 79 | 24    |
| 16    | 70 a 74 | 20    |
| 36    | 65 a 69 | 44    |
| 36    | 60 a 64 | 32    |
| 32    | 55 a 59 | 36    |
| 32    | 50 a 54 | 52    |
| 48    | 45 a 49 | 44    |
| 44    | 40 a 44 | 40    |
| 48    | 35 a 39 | 52    |
| 36    | 30 a 34 | 36    |
| 32    | 25 a 29 | 24    |
| 37    | 20 a 24 | 12    |
| 24    | 15 a 19 | 36    |
| 44    | 10 a 14 | 52    |
| 24    | 5 a 9   | 56    |
| 36    | 0 a 4   | 16    |

## Economia
El 2007 la població en edat de treballar era de 801 persones, 550 eren actives i 251 eren inactives. De les 550 persones actives 461 estaven ocupades (273 homes i 188 dones) i 89 estaven aturades (39 homes i 50 dones). De les 251 persones inactives 91 estaven jubilades, 55 estaven estudiant i 105 estaven classificades com a «altres inactius».

### Ingressos
El 2009 a Blérancourt hi havia 516 unitats fiscals que integraven 1.263 persones, la mediana anual d'ingressos fiscals per persona era de 15.498 €.

### Activitats econòmiques
Dels 48 establiments que hi havia el 2007, 2 eren d'empreses alimentàries, 1 d'una empresa de fabricació de material elèctric, 1 d'una empresa de fabricació d'elements pel transport, 4 d'empreses de fabricació d'altres productes industrials, 6 d'empreses de construcció, 9 d'empreses de comerç i reparació d'automòbils, 3 d'empreses de transport, 3 d'empreses d'hostatgeria i restauració, 1 d'una empresa financera, 3 d'empreses de serveis, 9 d'entitats de l'administració pública i 6 d'empreses classificades com a «altres activitats de serveis».
Dels 17 establiments de servei als particulars que hi havia el 2009, 1 era una oficina de correu, 1 una oficina bancària, 2 tallers de reparació d'automòbils i de material agrícola, 1 autoescola, 1 paleta, 1 guixaire pintor, 2 lampisteries, 1 electricista, 2 empreses de construcció, 3 perruqueries, 1 restaurant i 1 saló de bellesa.
Dels 7 establiments comercials que hi havia el 2009, 1 era una gran superfície de material de bricolatge, 1 una botiga de més de 120 m², 2 fleques, 1 una llibreria, 1 una botiga de roba i 1 una joieria.
L'any 2000 a Blérancourt hi havia 7 explotacions agrícoles que ocupaven un total de 405 hectàrees.

## Equipaments sanitaris i escolars
El 2009 hi havia 1 centre de salut, 1 farmàcia i 1 ambulància.
El 2009 hi havia una escola elemental.

## Poblacions més properes
El següent diagrama mostra les poblacions més properes.